# Mikołaj Kłoczowski
Mikołaj Kłoczowski herbu Rawicz – pisarz ziemski stężycki w latach 1572–1585, innowierca, dziedzic Ulęża i Grabowca. W 1569 roku, próbował usunąć księdza katolickiego z posiadanej przez siebie wsi Drzązgów. 